# 马斯卡邦尼奶酪
马斯卡邦尼奶酪（義大利語：Mascarpone）是產於意大利皮埃蒙特、伦巴第地區的一種鮮奶酪，脂肪含量特別豐富。马斯卡邦尼奶酪廣泛用於意大利料理中，著名的提拉米蘇就以马斯卡邦尼奶酪為必要原料。
马斯卡彭奶酪是鲜奶油加酒石酸形成的，该反应不及发酵反应稳定，所以保质期不长，也因此一旦高速搅拌会发生乳液分离，所以打发该奶酪时应手打。除了提拉米苏，在制作披萨，重奶油奶酪蛋糕和意大利烩饭时用它可以提高口感的浓稠度。